# 제8전투비행단 (미국)
제8전투비행단(8th Fighter Wing (8th FW))은 전북특별자치도 군산시 군산공군기지에 주둔하고 있는 제7공군 예하 전투비행단이다. 미공군은 한국 오산 공군기지에 제7공군 사령부와 51전비가 있으며, 군산 공군기지에 8전비가 있다.
대한민국 공군의 38전투비행전대가 같은 기지에 주둔하고 있다.

## 역사

### 한국전쟁

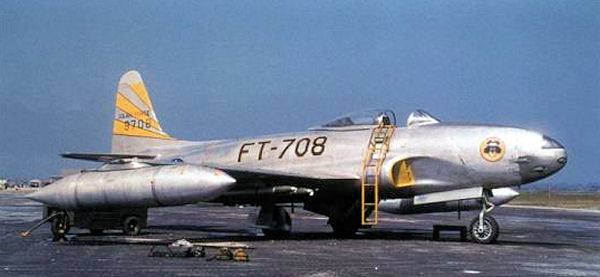
1950년 한국전쟁 당시, 미공군 8 전투폭격 비행전대 소속의 록히드 F-80C-10-LO 슈팅스타

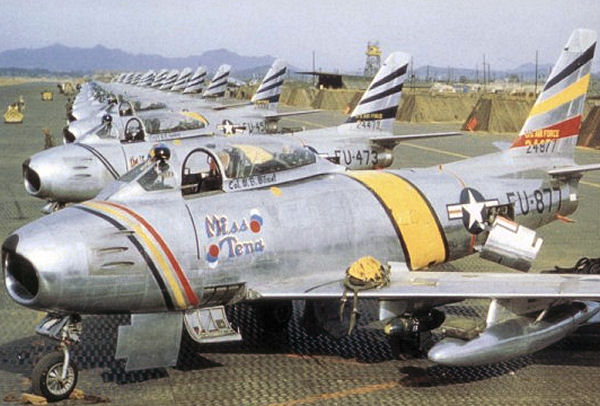
1953년 미공군 8 전투폭격 비행전대 소속의 F-86 세이버

1950년 6월 25일 한국전쟁이 발발하자 미공군 347 전투비행전대가 8전비에 배속되었다. 8전비는 1950년 6월 26일부터 미국인들의 한국 철수 작전을 공중에서 엄호하였다.
8전비에는 원래 35 비행대대, 36 비행대대, 80 비행대대가 있었는데, 개전 초기 한달 동안 다음의 비행대대가 추가되었다:
- 9 전투비행대대 (1950년 6월 27일 - 7월 9일) (F-80C 전투기)
- 68 전투비행대대, 전천후 작전용 (1950년 3월 1일 - 12월 1일) (F-82E/G 전투기)
- 호주 공군 77 비행대대, (1950년 7월 2일 - 10월 10일; 1951년 6월 25일 - 8월 22일) (F-51D 전투기)
- 339 전투비행대대, 전천후 작전용 (1950년 6월 26일 - 7월 5일) (F-82E/G 전투기)

한국전쟁 동안 다른 공군부대가 8전비에 배속되었다.
- 51 전투기 요격기 비행단 (1950년 9월-10월) (F-80C 전투기)
- 452 폭격 비행단 (1950년 11월) (B-26 폭격기)
- 49 전투기 폭격기 비행전대 (1950년 7월-9월) (F-80C 전투기)

### 한국 재배치

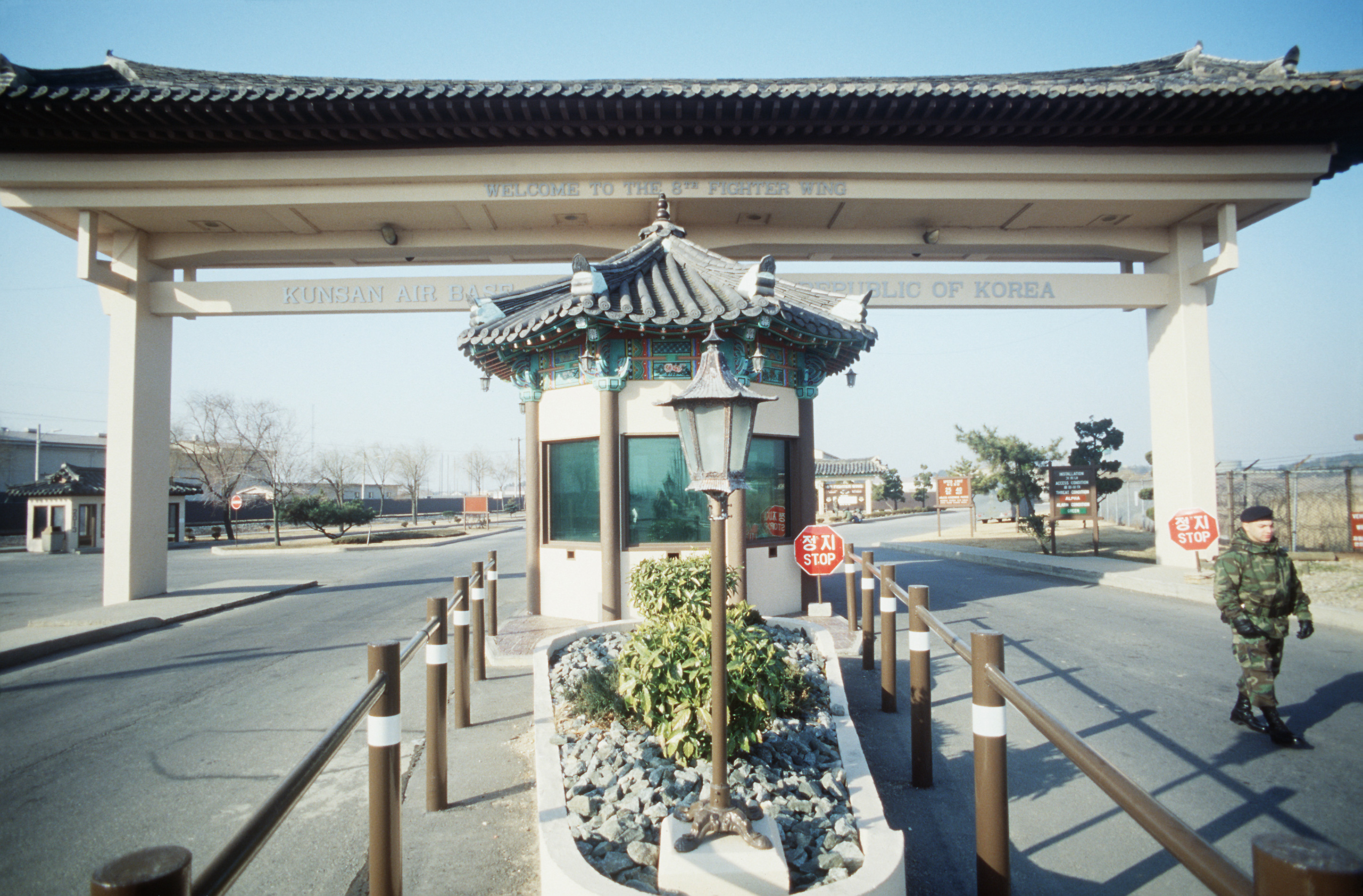
1995년 미 공군 군산기지의 정문

1974년 9월 16일, 미공군 8전비는 군산 공군기지에 배치되었다. 주둔중이던 미공군 3 전술 전투 비행단의 인력과 장비를 사용했다. 3전비는 필리핀 클라크 공군기지로 배치되었다. 역시 인력과 장비는 이동이 없었다.

## 21세기

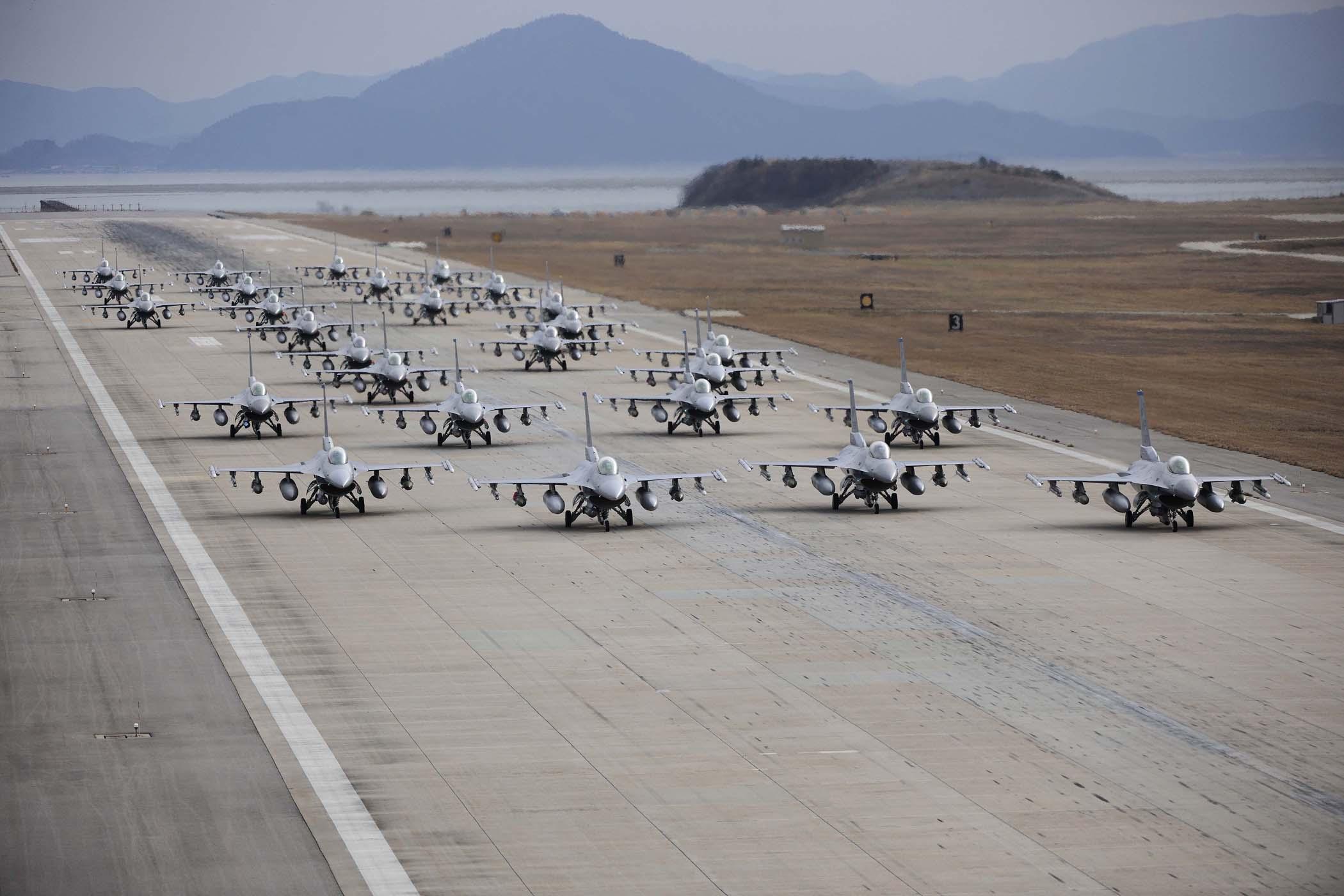
2011년 군산 공군기지에서 엘러펀트 워크 훈련 중인 미8전비의 F-16 전투기

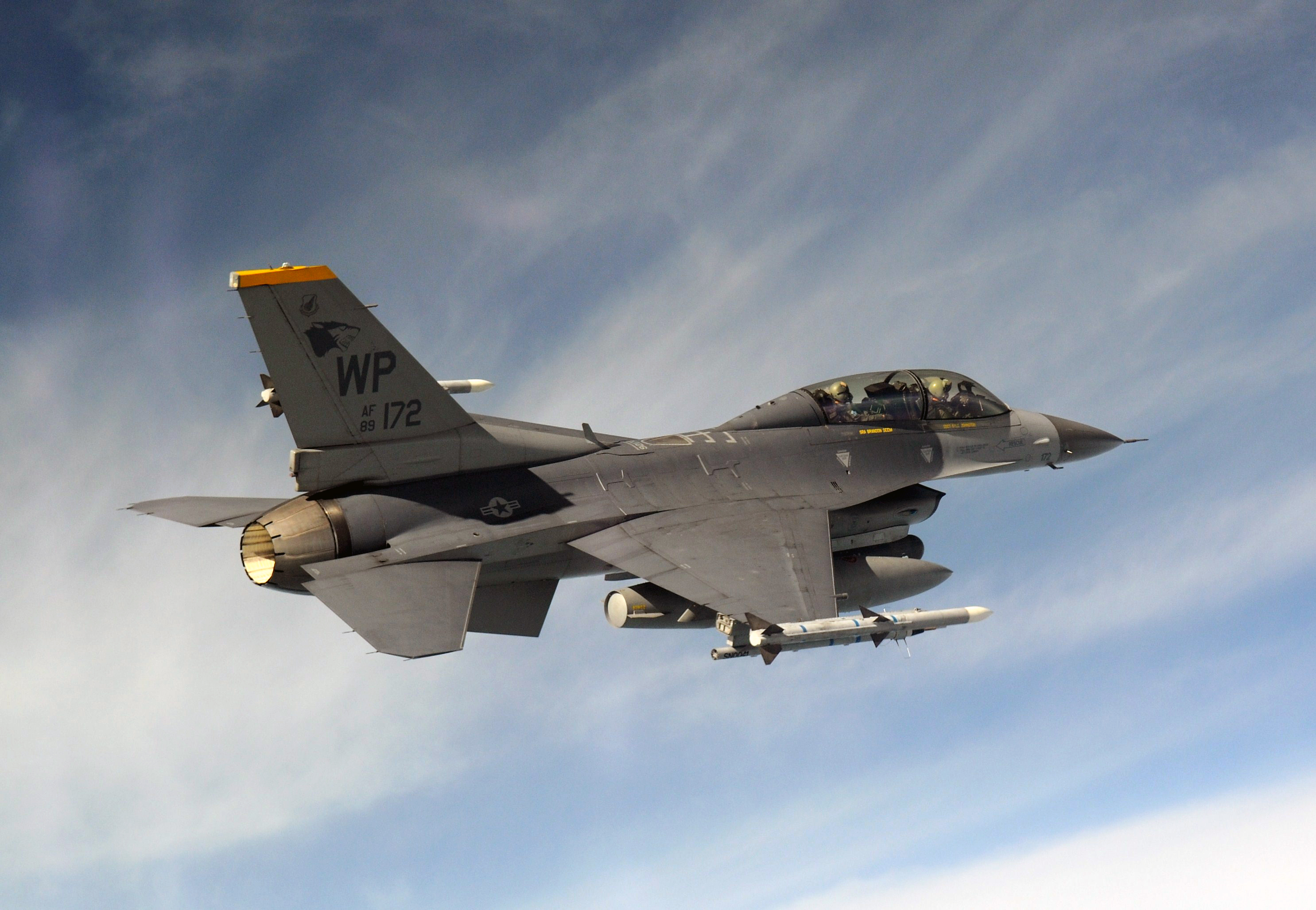
미8전비 8작전전대 80비행대대의 F-16D 전투기. 8작전전대는 꼬리날개에 WP 기호를 쓰며, 80비행대대는 꼬리날개에 금색선이 칠해져 있다.

2017년 6월, 미8전비 8작전전대의 F-16 전투기에 재즘 미사일 10여발이 장착된다고 발표했다. 군산 공군기지에 6개월 마다 순환배치되는 미 본토의 F-16 전투기에 장착될 수도 있다고 한다.
미공군 8전비에는 2개 전투비행대대가 있으며, 전투비행대대는 F-16 전투기 12대로 구성된다. 같은 군산 공군기지에는 한국의 38전투비행단이 있으며, 여기에는 KF-16 전투비행대대 1개가 배속되어 있다. 6개월 마다 미 본토에서 순환배치되는 F-16 비행대대가 추가된다. 매년 실시하는 한미연합 전시 최대무장 장착훈련에는 F-16 전투기 60대가 동원된다고 보도된다. 군산 공군기지에 F-16 전투기 5개 전투비행대대가 있다는 의미이다.

## 산하 조직
- 비행단 참모국
  - 제8감사전대 (8th Comptroller Squadron (8 CPTS))
- 제8작전비행전대(8th Operations Group (8 OG)) (Tail 코드: WP)
  - 제8작전지원대대 (8 OSS)
  - 제35전투비행대대 (35 FS) (F-16C/D, 꼬리날개 파란색 선)
  - 제80전투비행대대 (80 FS) (F-16C/D, 꼬리날개 금색 선)
- 제8정비전대 (8th Maintenance Group (8 MXG))
  - 제8정비대대 (8 MXS)
  - 제8항공정비대대 (8 AMXS)
  - 제8정비작적대대 (8 MOS)
- 제8임무지원전대 (8th Mission Support Group (8 MSG))
- 제8의무전대 (8th Medical Group (8 MDG))